# Rafael Cabral Barbosa
Rafael Cabral Barbosa (Sorocaba, São Paulo, 20 de mayo de 1990), más conocido como Rafael, es un futbolista brasileño. Juega de guardameta y su equipo es el Real Salt Lake de la Major League Soccer.

## Trayectoria

### Santos
Apareció de la cantera del Santos. Se fracturó la pierna derecha en una ruptura con el defensa Domingos, donde fue dejado de lado durante cuatro meses recuperándose de una pierna rota. Rafael jugó 45 minutos en la segunda mitad del partido entre Santos y el Red Bull New York en los Estados Unidos, ganada por los locales por 3-1.
Su debut en la meta de los Santos por primera vez en partido oficial, tuvo lugar el 2 de junio de 2010, ante el Cruzeiro Esporte Clube, donde el marcador era de 0-0. Rafael se ganó el puesto de titular gracias a la opción de Dorival Júnior. Participó en la final del Mundial de Clubes 2011 ante el Barcelona, con resultado de 4 a 0 a favor de los catalanes. 

### Napoli
En julio de 2013 fichó por el Napoli italiano por 5 000 000 de euros. Durante su primera temporada con el equipo azzurro fue el segundo portero tras el español Pepe Reina. Debutó en la Serie A el 7 de diciembre de 2013 en el partido de local contra el Udinese (3-3). El 11 de diciembre se produjo su debut en la Champions, en el último partido de la fase de grupos ante el Arsenal (2-0 para los napolitanos). El 20 de febrero de 2014, tras sumar 11 presencias entre liga y copas, padeció una fractura del ligamento cruzado anterior de la rodilla derecha durante el partido de Liga Europea contra el Swansea. Terminó así su primera temporada en el Napoli, que ese año se proclamó campeón de la Copa Italia.
Tras la marcha de Pepe Reina al Bayern de Múnich, Rafael se volvió inicialmente el portero titular del Napoli. El 22 de diciembre fue protagonista en la victoriosa final de la Supercopa de Italia 2014 contra la Juventus de Turín (empatada 2-2 tras los tiempos suplementarios), tapando los tiros de Chiellini y Padoin en la tanda de los penalties. Sin embargo, después de la derrota en la liga contra el Palermo el 14 de febrero de 2015, Rafael perdió la titularidad siendo reemplazado por el argentino Andújar. 
En la temporada siguiente, fue la tercera opción por detrás de Reina, ya vuelto a Nápoles, y su compatriota Gabriel, cedido por el AC Milan, así que terminó la temporada sin sumar presencias en el primer equipo. En la temporada 2016/17 fue el segundo de Reina y jugó los octavos de final de Copa Italia 2016/17 contra el Spezia (victoria de local por 3 a 1). El 2 de abril de 2017, debido a una lesión padecida por Reina, volvió a jugar en la liga italiana contra la Juventus de Turín (empate por 1 a 1). Durante la temporada siguiente fue el tercer portero, por detrás de Reina y Sepe.

### Sampdoria
En julio de 2018 abandonó el conjunto partenopeo y firmó por la Sampdoria.

### Reading
El 6 de agosto de 2019 firmó con el  Reading F. C. Rafael ha hecho 98 apariciones para Reading, incluidas siete la temporada 2021/22. Su última contribución para los Royals, fue desempeñar un papel frustrantemente importante en la capitulación de su equipo por 2-1 ante Kidderminster Harriers en la Copa FA. A pesar de eso ha habido numerosas actuaciones impresionantes durante su carrera en Reading, incluso ganando el Jugador de la temporada 2019/20 de los Royals.

### Cruzeiro
El 18 de enero de 2022 firmó con el Cruzeiro, rescindiendo su contrato con el Reading F. C. debido a una deuda que tenía el club inglés con el guardameta brasileño. Rafael llegó con la misión de reemplazar a Fábio.

## Selección nacional
Rafael hizo su debut con Brasil en el partido contra los Estados Unidos el 30 de mayo de 2012, en la victoria por 4-1.
Ha sido internacional con la selección de Brasil en tres amistosos contra Estados Unidos, Argentina y México. Fue incluido en la lista de los convocados de la selección olímpica para Londres 2012, sin embargo tuvo que renunciar a la competición por una lesión del codo derecho.

### Estadísticas
Actualizado el 6 de septiembre de 2014.
| Selección       | Año   | Amistosos | Amistosos | Copa América | Copa América | Copa Mundial | Copa Mundial | Eliminatorias | Eliminatorias | Copa Confederaciones | Copa Confederaciones | Total | Total |
| Selección       | Año   | Part.     | Goles     | Part.        | Goles        | Part.        | Goles        | Part.         | Goles         | Part.                | Goles                | Part. | Goles |
| --------------- | ----- | --------- | --------- | ------------ | ------------ | ------------ | ------------ | ------------- | ------------- | -------------------- | -------------------- | ----- | ----- |
| Brasil · Brasil | 2012  | 3         | -7        | -            | -            | -            | -            | -             | -             | -                    | -                    | 3     | -7    |
| Brasil · Brasil | 2013  | 0         | 0         | -            | -            | -            | -            | -             | -             | -                    | -                    | 0     | 0     |
| Brasil · Brasil | 2014  | 0         | 0         | -            | -            | -            | -            | -             | -             | -                    | -                    | 0     | 0     |
| Brasil · Brasil | Total | 3         | -7        | -            | -            | -            | -            | -             | -             | -                    | -                    | 3     | -7    |

## Estadísticas

### Clubes
Actualizado el 2 de abril de 2017.
| Club                     | Div.          | Temporada     | Liga  | Liga  | Campeonato Paulista | Campeonato Paulista | Copas nacionales | Copas nacionales | Torneos internacionales | Torneos internacionales | Total | Total |
| Club                     | Div.          | Temporada     | Part. | Goles | Part.               | Goles               | Part.            | Goles            | Part.                   | Goles                   | Part. | Goles |
| ------------------------ | ------------- | ------------- | ----- | ----- | ------------------- | ------------------- | ---------------- | ---------------- | ----------------------- | ----------------------- | ----- | ----- |
| Santos F. C. · Brasil    | 1.ª           | 2010          | 32    | -36   | -                   | -                   | 2                | -2               | 2                       | -1                      | 36    | -39   |
| Santos F. C. · Brasil    | 1.ª           | 2011          | 32    | -45   | 20                  | -19                 | -                | -                | 16                      | -18                     | 68    | -82   |
| Santos F. C. · Brasil    | 1.ª           | 2012          | 25    | -29   | 14                  | -13                 | -                | -                | 14                      | -10                     | 53    | -52   |
| Santos F. C. · Brasil    | 1.ª           | 2013          | 5     | -6    | 23                  | -26                 | 4                | -2               | -                       | -                       | 32    | -34   |
| Santos F. C. · Brasil    | Total club    | Total club    | 94    | -116  | 57                  | -58                 | 6                | -4               | 32                      | -29                     | 189   | -207  |
| S. S. C. Napoli · Italia | 1.ª           | 2013-14       | 8     | -8    | -                   | -                   | 1                | -1               | 2                       | -0                      | 11    | -9    |
| S. S. C. Napoli · Italia | 1.ª           | 2014-15       | 23    | -30   | -                   | -                   | 1                | -2               | 8                       | -7                      | 32    | -39   |
| S. S. C. Napoli · Italia | 1.ª           | 2015-16       | 0     | -0    | -                   | -                   | 0                | -0               | 0                       | -0                      | 0     | -0    |
| S. S. C. Napoli · Italia | 1.ª           | 2016-17       | 1     | -1    | -                   | -                   | 1                | -1               | 0                       | -0                      | 2     | -2    |
| S. S. C. Napoli · Italia | Total club    | Total club    | 32    | -39   | -                   | -                   | 3                | -4               | 10                      | -7                      | 45    | -50   |
| Total carrera            | Total carrera | Total carrera | 126   | -115  | 57                  | -58                 | 9                | -8               | 42                      | -36                     | 234   | -257  |

## Palmarés

### Campeonatos regionales
| Título              | Club         | Estado    | Año  |
| ------------------- | ------------ | --------- | ---- |
| Campeonato Paulista | Santos F. C. | São Paulo | 2010 |
| Campeonato Paulista | Santos F. C. | São Paulo | 2011 |
| Campeonato Paulista | Santos F. C. | São Paulo | 2012 |

### Campeonatos nacionales
| Título              | Club            | País   | Año  |
| ------------------- | --------------- | ------ | ---- |
| Copa de Brasil      | Santos F. C.    | Brasil | 2010 |
| Copa Italia         | S. S. C. Napoli | Italia | 2014 |
| Supercopa de Italia | S. S. C. Napoli | Italia | 2014 |
| Serie B             | Cruzeiro E. C.  | Brasil | 2022 |

### Campeonatos internacionales
| Título              | Club         | País   | Año  |
| ------------------- | ------------ | ------ | ---- |
| Copa Libertadores   | Santos F. C. | Brasil | 2011 |
| Recopa Sudamericana | Santos F. C. | Brasil | 2012 |